# Russvätar
Russvätar este o arie protejată (arie specială de conservare — SAC, sit de importanță comunitară — SCI) din Suedia întinsă pe o suprafață de 117,3 ha, integral pe uscat.

## Localizare
Centrul sitului Russvätar este situat la coordonatele 57°23′20″N 18°44′09″E / 57.3889°N 18.7357°E.

## Înființare
Situl Russvätar a fost declarat sit de importanță comunitară în ianuarie 2002 pentru a proteja 1 specie de plante. Situl a fost protejat și ca arie specială de conservare în martie 2011.

## Biodiversitate
Situată în ecoregiunea boreală, aria protejată conține 8 habitate naturale: Mlaștini alcaline, Pajiști cu Molinia pe soluri calcaroase, turboase sau argilos-nămoloase (Molinion caeruleae), Alvar nordic și șisturi calcaroase precambriene, Taiga vestică, Mlaștini calcaroase cu Cladium mariscus și specii de Caricion davallianae, Lespezi calcaroase, Pajiști carstice calcaroase sau bazofile, de Alysso-Sedion albi, Mlaștini împădurite.
La baza desemnării sitului se află o specie protejată de  plante: Pulsatilla vulgaris subsp. gotlandica.